# رودي غاي
رودي غاي (بالإنجليزية: Rudy Gay)‏ مواليد 17 أغسطس 1986، هو لاعب كرة سلة أمريكي يلعب مع فريق سكرامنتو كينغز في الرابطة الوطنية لكرة السلة ويحمل الرقم 8. يبلغ طوله 6 قدم 8 بوصة (2.0 م).

## فرق لعب لها
- ميمفيس غريزليس
- تورونتو رابتورز
- سكرامنتو كينغز

## الميداليات
| الميدالية | المسابقة                         |
| --------- | -------------------------------- |
| ذهبية     | بطولة كأس العالم لكرة السلة 2010 |
| ذهبية     | بطولة كأس العالم لكرة السلة 2014 |

## روابط خارجية
- رودي غاي على موقع الاتحاد الدولي لكرة السلة (الإنجليزية)
- رودي غاي على موقع إن بي أي (الإنجليزية)
- رودي غاي على موقع سبورتس رفرنس (الإنجليزية)
- رودي غاي على موقع كرة السلة الأوروبية.كوم (الإنجليزية)
- رودي غاي على موقع إي إس بي إن.كوم (الإنجليزية)
- رودي غاي على موقع كلية كرة السلة في سبورتس رفرنس.كوم (الإنجليزية)
- رودي غاي على موقع ريلجم (الإنجليزية)
- رودي غاي على موقع بروبوليرز (الإنجليزية)
- رودي غاي على موقع سبورتس رفرنس (الإنجليزية)